# Пресинкопа
Пресинкопа или блиска синкопа означава блиску несвестицу или продром пролазног губитак свести (синкопе) Најједнообразнија дефиниција била би „осећај као да ће се особа онесвестити, али без стварног губитка свести“. Блиска синкопа може трајати од неколико секунди до минута. Симптоми могу бити праћени осећајем вртоглавице, опште слабости, топлоте, дијафорезе, мучнине, палпитације или замућеног вида. Иако се често перципира као доброћуднија од синкопе, подаци сугеришу да и патофизиологија (церебрална хипоперфузија) и исходи блиске синкопе опонашају оне код синкопе.

## Епидемиологија
Учесталост/смртност
Око 19% популације Сједињених Америчких Држава доживеће синкопални догађај током свог живота, при чему ће се већина десити или у раним одраслим годинама или након 70 година живота.  Око 3% посета одељењима за хитне случајеве и до 6% пријема у болнице у Сједињеним Америчким  Државама су због синкопе.
Прецизно утврђивање епидемиологије пресинкопе је теже јер се често изоставља или комбинује са скуповима података о синкопи, али је вероватно да је инциденција пресинкопе већа од оне код синкопе. Око 49% пацијената је примљено у болницу, у поређењу са 69% пацијената са синкопом, упркос сличном ризику од нежељеног исхода. Око 20% пресинкопалних пацијената имало је нежељени исход или је захтевало интервенцију, а најчешћи нежељени исходи су били сепса, брадијаритмија, ГИ крварење и акутна бубрежна инсуфицијенциј.
Старост и пол
У једној студији која се посебно фокусирала на пресинкопу, просечна старост пацијената била је 56 година, док су 51% до  61% пацијената  биле жене.

## Етиологија
Етиологије пресинкопе су различите, од доброћудних до животно опасних. Узроци пресинкопе су исти као и код синкопе и укључују срчану и несрчану етиологију. Срчана пресинкопа може бити повезана са палпитацијама и може се јавити у седећем или лежећем положају или током напора или вежбања.
Најчешће су некардијалне етиологије које укључују вазовагалну или неурокардиогене узроке, и узроци који се односе на промене запремине су ортостатска хипотензија, лековима индукована васкуларна и сепса. 
Вазовагална пресинкопа је уобичајена и често се карактерише продромом, укључујући мучнину, црвенило, дијафорезу, замагљен вид и вртоглавицу. 
Високоризични лекови укључују антихипертензиве, кардиоваскуларне агенсе и антипсихотике. Ортостатска хипотензија може бити узрокована лековима, примарним и секундарним аутономним поремећајима као што су неуродегенеративне болести и мировањем у кревету код старијих. Смернице дефинишу ортостатску хипотензију као смањење систолног крвног притиска (СБП) за 20 ммХг или више или смањење дијастолног крвног притиска (ДКП) за 10 ммХг или више у року од три минута након стајања.
Васкуларни узроци су мање уобичајени, али их треба размотрити на основу историје болести, укључујући плућну емболију, мезентеричну крађу, каротидну инсуфицијенцију и патологију аорте.
Срчани узроци, који су злослутнији, укључују механички (нпр. тампонада срца или болест залистака) и аритмичне (нпр. пароксизмална вентрикуларна тахикардија или болест проводног система). Аритмије, које изазивају хемодинамско оштећење које може изазвати критично смањење минутног волумена и церебралног протока крви, најчешћи су срчани узрок пресинкопе. Брадикардије су најчешће аритмије, али тахи-диритмије које угрожавају ударни волумен такође могу изазвати пресинкопу и синкопу. Структурна кардиоваскуларна болест узрокује пресинкопу када су потребе за циркулацијом веће од способности срца да повећа излаз крви. Најчешћи структурални узроци су аортна стеноза и хипертрофична кардиомиопатија. Атипичне кардиоваскуларне узроке пресинкопе треба пажљивије размотрити код старијих особа него код млађих популација.

## Диференцијална дијагноза
- Срчани миксом

- Синкопа изазвана кашљањем

- Синкопа кизазвана дефекацијом

- Аритмије

- Синкопа изазвана мокрењем

- Постпрандијална синкопа

- Синдром болесног синуса

- Синоатријални блок

- Синусна пауза

- Синкопа изазвана гутањем